# M60 기관총
M60 기관총은 7.62 × 51 mm NATO 탄을 사용하는 미국의 탄띠급탄식 다목적 기관총이다. 과거 미군에서 중기관총 (中) 및 분대지원화기로 널리 쓰였었으나, M240(FN MAG의 미군 제식명) 중(中)기관총과 M249(FN 미니미)으로 상당 부분 대체 또는 교체되었지만, 미군 내 몇몇 분과에서는 그대로 보유, 사용 중이다.
또한 오스트레일리아, 대한민국을 비롯한 여러 국가에서도 보유, 사용 중이며, 21세기에도 제조되는 개인용 자동화기이다.

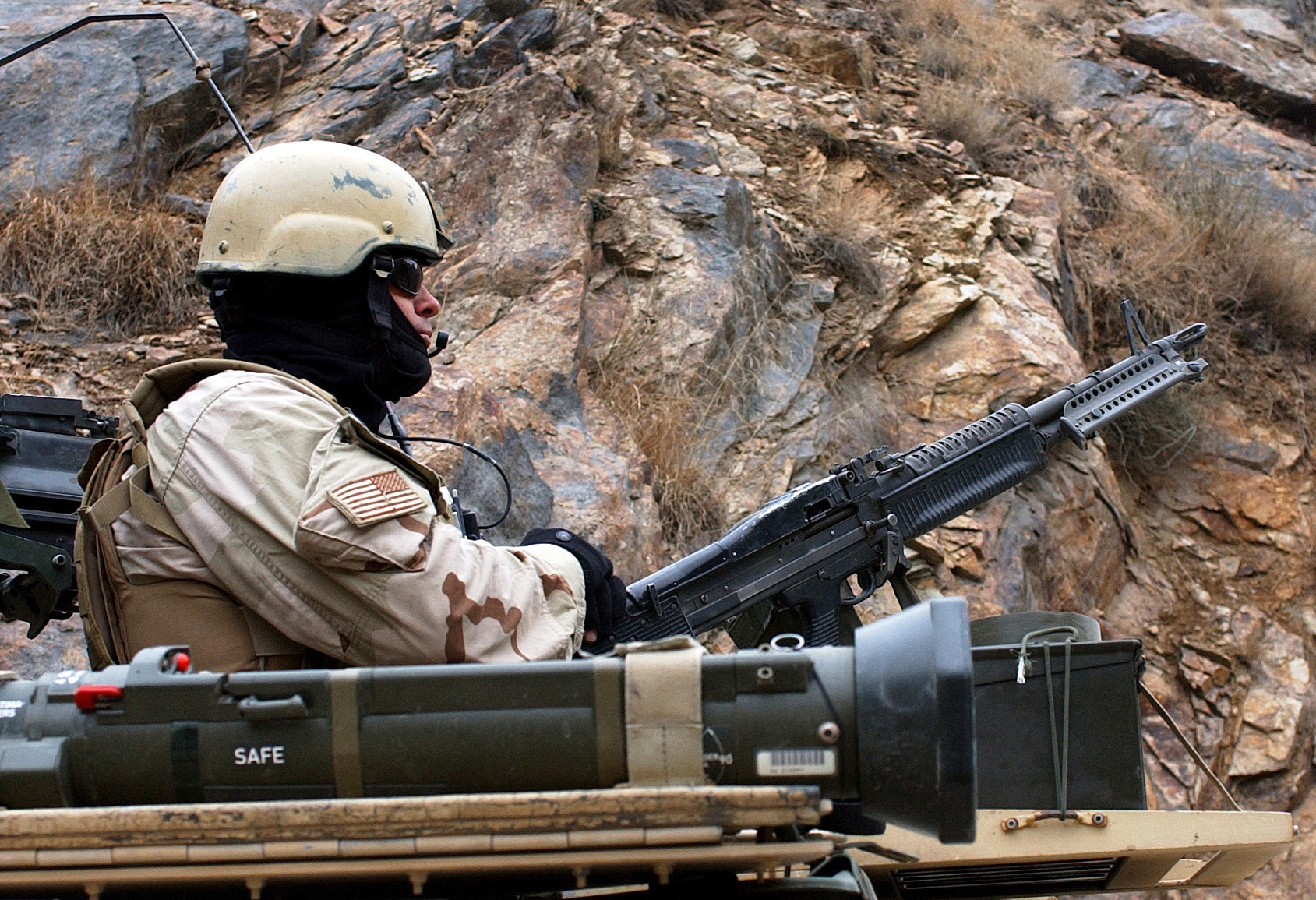
2004년 3월, 아프가니스탄에서 한 장면. 19특수전그룹의 한 병사가 M60이 장비된 험비 기총좌에서 경계를 보고 있다.

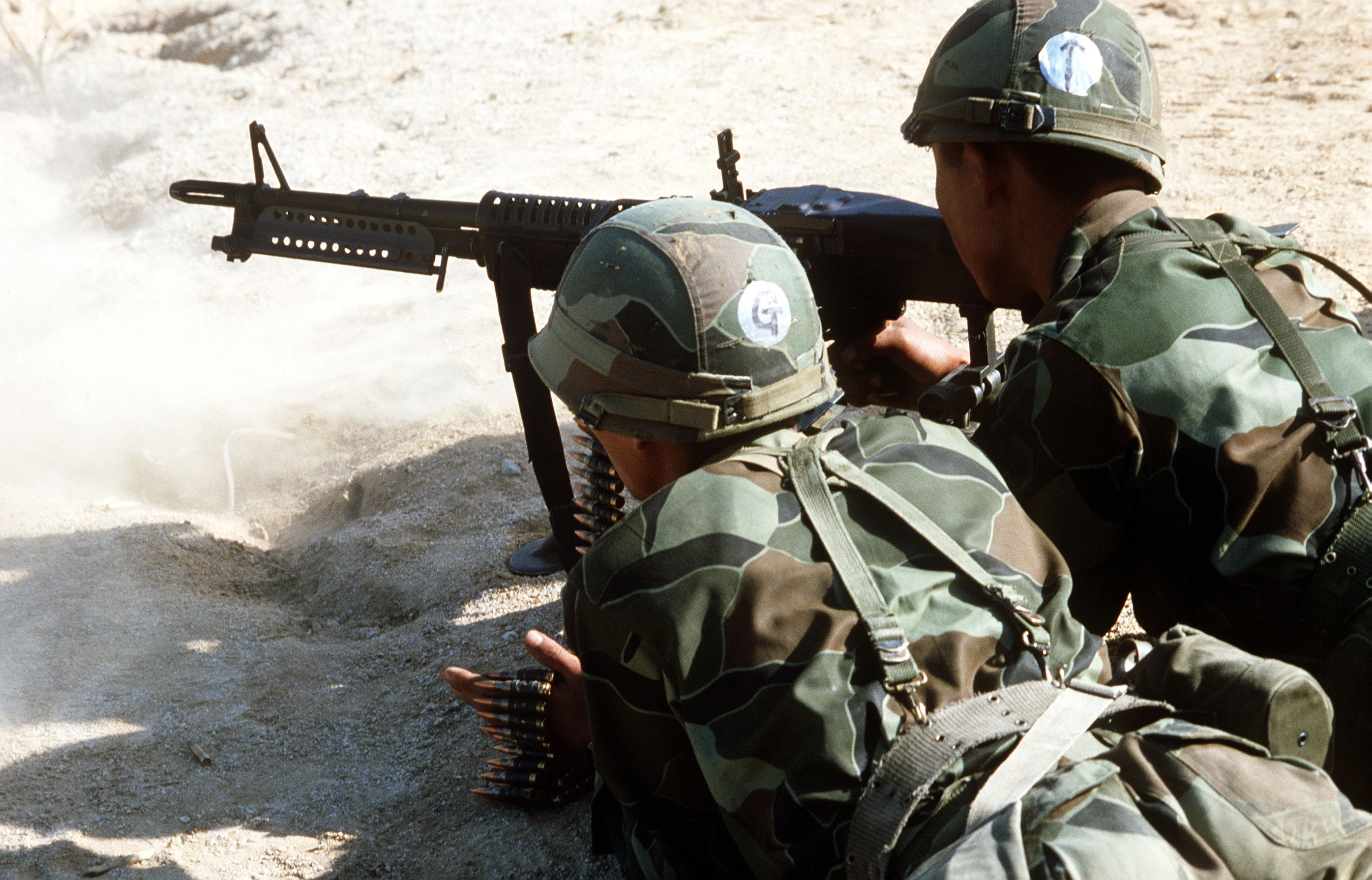
M60 실탄 사격 훈련 중인 한국 해병대원들

## 설계 결함

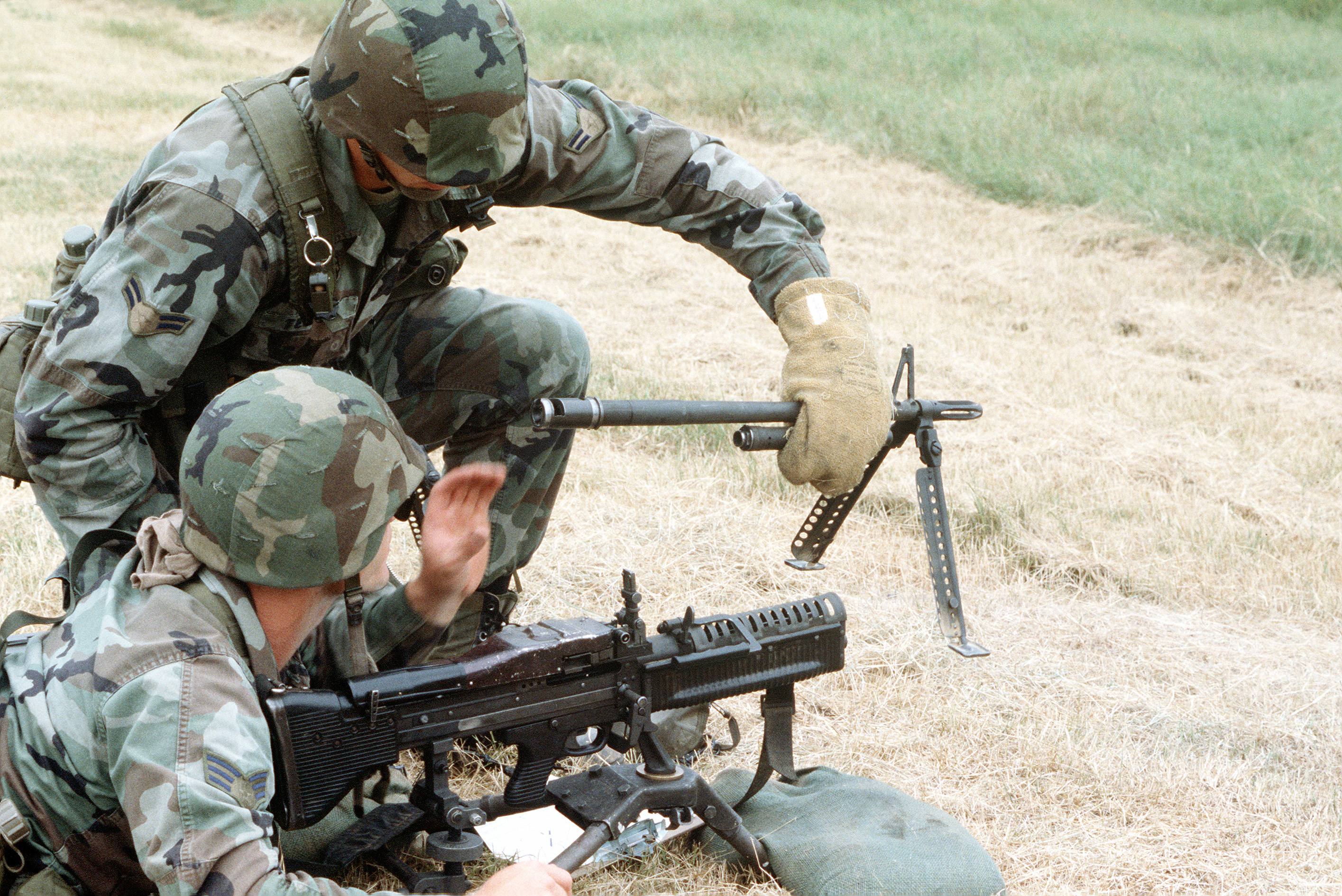
총열 교환 장면

M60은 비슷한 목적으로 개발된 다목적 기관총 M240(FN MAG의 변형) 보다 신뢰성이 떨어지고, 총열 교환이 불편하다. 총열에 손잡이가 없기 때문에 석면 장갑없이는 뜨거워진 총열을 잡을 수 없어 신속한 총열 교환에 방해가 된다. 또한 양각대가 총열에 붙어있어 총열이 무거울 뿐만 아니라, 삼각대에 거치되어 있지 않은 경우 총열을 교환할 때 총을 안정적으로 유지하기가 힘들다. (M60E3에서는 총열에 손잡이가 추가되었고 양각대가 몸통에 붙어 있다.) M60은 처음부터 분대지원화기로 개발된 M249 (FN 미니미) 보다 무겁고 신뢰성도 떨어진다. 이러한 이유로 M60은 미군 내에서 M249와 M240으로 대체되어가고 있다.

## 변형
M60 기관총은 다양한 종류의 탄약을 쏠 수 있다. 가장 많이 사용되는 것은 M61 철갑탄, M62 소이탄, M80 볼, M63 더미탄과 M82 공포탄이다. 새로운 텅스텐 탄자를 가진 M993탄도 M60에서 사용할 수 있다.

### 변형 요약
- T161 — 1950년대에 만들어진 시제품 모델
- M60 — 기본형. 1957년에 제식화.
- M60E1 — 양산에 들어가지 못한 개량형
- M60E2 — 동축 기관총 용으로 차량 탑재용으로 사용. 전기로 격발했다.
- M60B — 1960년대와 70년대에 헬리콥터에서 사용된 모델. 고정 장착된 것은 아니었다.
- M60C — 1960년대와 1970년대에 항공기 고정 장착용으로 사용. 전기 격발 방식 이용.
- M60D — M60B를 대체한 모델. 헬리콥터 장착용으로 사용되지만, 다른 용도로도 많이 사용되었다.
- M60E3 — 1980년대에 개발된 경량 버전
- M60E4 (Mk 43 Mod 0/1) — 1990년대에 개발된 개량형 모델. 얼핏 보면 E3과 비슷하지만, 많은 개량이 가해졌다. E4 자체에도 다시 개량형이 있는데, 미국 해군의 씰(SEAL)이 사용하는 Mk 43 Mod 0/1이다.

### M60E1
M60E1은 M60의 첫 번째 주요 변형이다. M60E1은 본격적인 양산을 하지 못하였으나 이후 많은 기능들이 E3 및 E4 등의 변형에 포함되었다. 그리고 그 기능 중 일부는 기존의 M60 생산과정에 통합되었고. 이것은 주로 가스 실린더, 총열 및 양각대 연결 등의 변화가 되었다.
M60E1의 눈에 띄는 변화 중 하나는 가스 실린더와 양각대의 변화이다(나중에 E3에 같은 변화가 되었다). 그리고 E3에 적용되었을 때에는 총열에 전방 권총 손잡이가 부착되었다.

### M60E2
M60E2는 M48A5, 후기 M60 Patton 버전 및 K1 Type 88과 같은 장갑 전투 차량에 사용되었다. M60E2는 전기 격발 방식을 이용하였지만 백업용 수동 트리거와 충전을 위한 금속 루프가 뒤쪽에 있다. 총신 아래의 가스관은 차량 외부로 가스를 배출하기 위해 무기의 전체 길이까지 연장되었다. M60E2는 한국의 K1 Type 88 탱크에 동축 무기로 사용되었다.

### M60B
M60B는 헬리콥터에서 발사할 수 있도록 설계되었다. 1960년대와 1970년대에 한정으로 헬리콥터에 배치되었다. M60B는 곧 핀틀 장착형 M60D로 교체되었다. M60B의 가장 큰 특징은 양각대가 없고 기존 M60모델과는 다른 개머리판을 가지고 있다. M60D에 비해 M60B의 장점은 발사 범위가 넓어 제한되는 사격구역이 거의 없다는 점이다.

### M60C
M60C는 헬리콥터용 무장 시스템 등에서 항공기용 고정 무장으로 사용된 파생형이다. 기본형 M60과 C형이 다른 부분은 M60C는 기본형에서 양각대, 권총 손잡이, 그리고 가늠쇠가 빠졌고, 대신 전기식 조작 시스템과 수압식 시스템을 채용한 것이었다. 조종사나 부조종사가 조종석에서 쏠 수 있었고, 전기조작시스템, 수압식, 공랭식, 가스 작동식, 탄띠급탄식이었다. M2, M6, M16 무장시스템에서 사용되었고, OH-13 수우, OH-23 레이븐, UH-1 이로쿼이, OV-10 브론코에 장착되었다. M60C의 생산은 수백 정 단위였다.
|                                                       |                                                 |
| - OH-23 레이븐에서 M2 무장시스템의 일부로 사용된 M60C | - OH-23의 M2 무장시스템의 M60C 부분의 확대 사진 |

### M60D

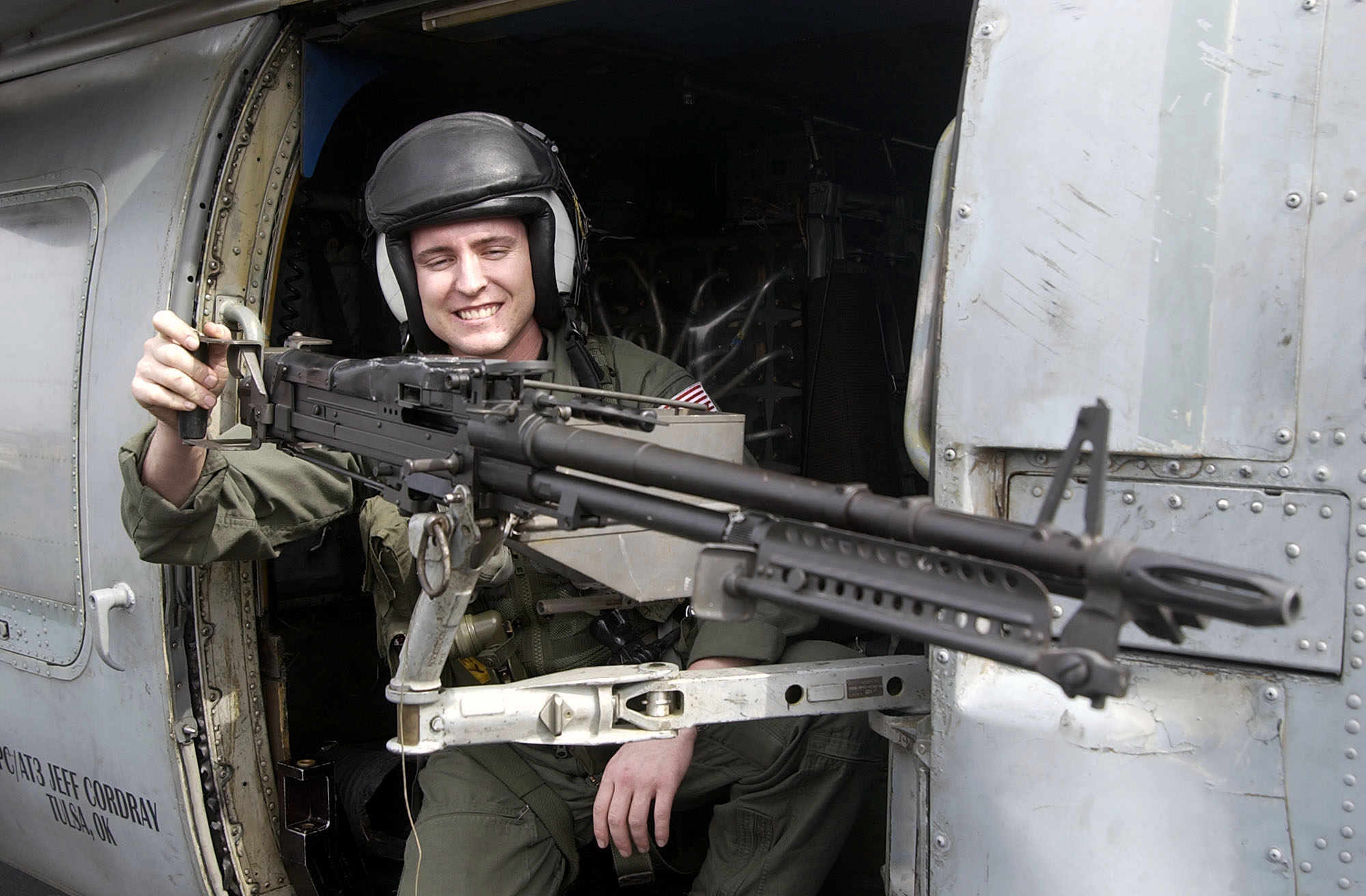
2003년 3월, USS Constellation 함상에서 대기하는 SH-60 시호크의 M60D 기관총 사수(door gunner)

M60D는 M60의 고정 장착 버전이다. 헬리콥터 측문 기관총으로서 뿐만 아니라, 배, 차량, 전차 탑재용으로도 사용된다. 항공기에서 사용될때는 조종석에서 조작하던 M60C와 달리 출입구에서 다른 승무원이 조작했다. M60 패밀리의 다른 형들처럼 공랭식, 가스작동, 탄띠급탄식이다. 그렇지만 다른 모델들과 달리, M60D는 개량된 탄약 공급 시스템뿐만 아니라 삽 모양 손잡이(Spade Grip)와 항공기용괍 비슷한 원형 조준기를 가졌다.
|                                  |                         |
| - M60D를 장착한 M23 무장 시스템. | - UH-1의 M23 무장시스템 |

### M60E3

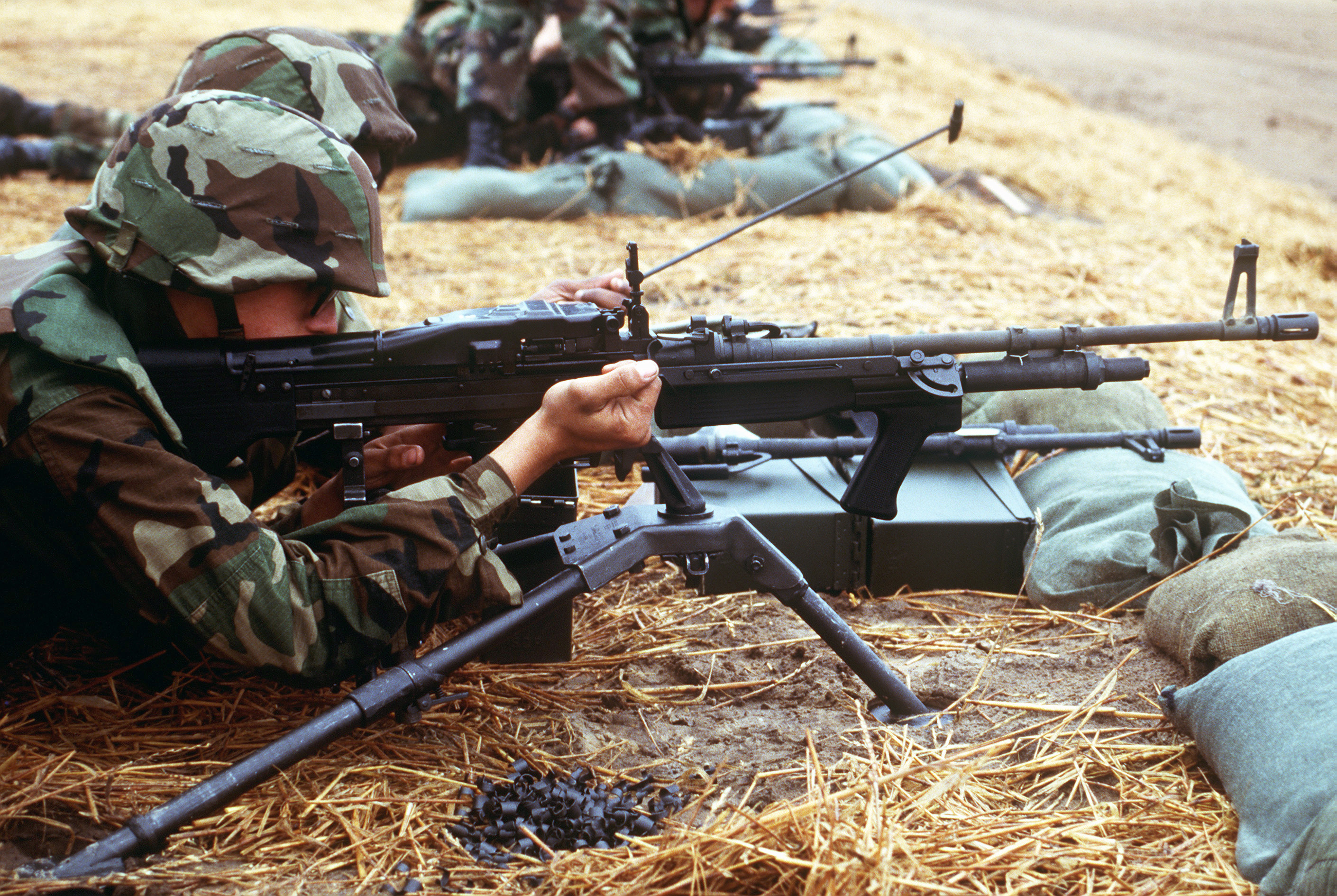
삼각대에 거치된 M60E3 기관총. 양각대가 몸통에 붙어 있으며, 총열에 손잡이가 추가되었다.

M60E3는 총열 교환의 용이성을 위해 양각대가 총 몸통에 붙어 있으며, 총열에 손잡이가 추가되었다. 또한 중량을 줄이기 위해 여러 ‘개량’이 이루어졌다. 하지만, 무게가 줄어든 여러 부품들은 총의 신뢰성을 더욱 떨어뜨렸다. 현재 대부분의 미육군 및 미해병대 보병 부대들은 기존의 M60을 M60E3보다 5~6 파운드 무겁지만 신뢰성이 높은 M240(FN MAG)으로 교체하여 다목적 기관총으로 운용하고 있다.

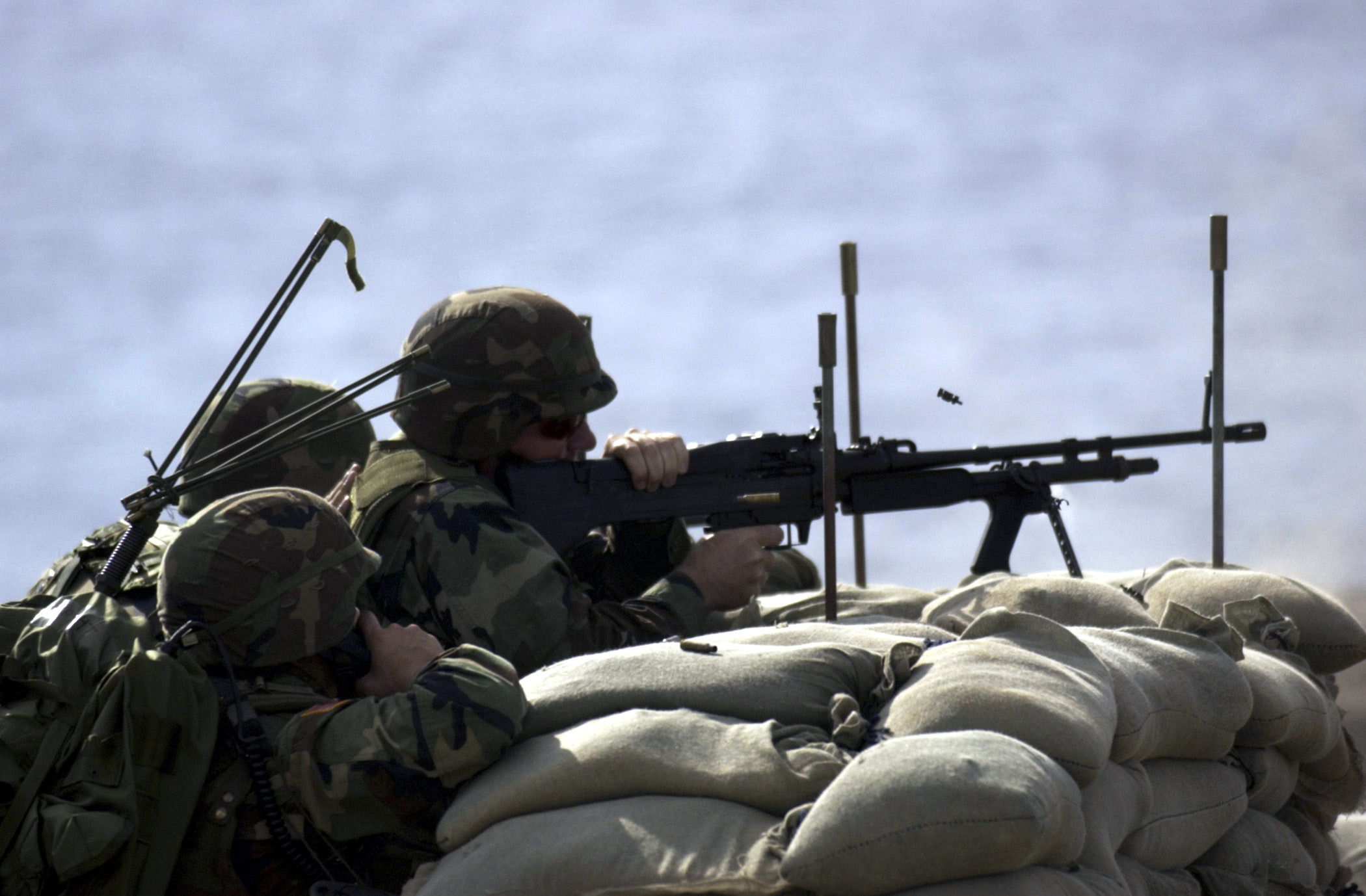
쿠바의 관타나모 만에서M60E3을 사격 중인 해군 수병

## 대중 문화
- 영화 아바타
- 영화 알포인트
- 영화 람보
- 영화 람보2
- 영화 코만도
- 영화 태양의 눈물
- 영화 연평해전
- 영화 블랙호크다운
- 영화 감기
- 드라마 마나먼 쏭바강
- 게임 디비전 2
- 게임 소녀전선
- 드라마 브레이킹 배드

## 같이 보기
- FN MAG
- FN 미니미
- M240 기관총
- M249 SAW
- K3 기관총
- K12 기관총